# Orenburg oblast
Orenburg oblast (ryska: Оренбу́ргская о́бласть) är ett oblast i det federala distriktet Privolzjskij i södra Ryssland. Oblastet har en yta på 124 000 km² och cirka 2,1 miljoner invånare. Dess administrativa centrum är Orenburg.
Uralfloden genomkorsar oblastet. Större städer, förutom Orenburg, är Orsk, Novotroitsk och Buzuluk.
Orenburg oblast är ett av de främsta jordbruksområdena i Ryssland. Klimatet, med fuktig vår, torr sommar och ett stort antal soldagar, är gynnsamt för odling av vete, råg, solrosor, potatis, ärtor, bönor, majs och kalebasser.
Området exporterar olja och oljeprodukter, gas och gasproducerade produkter, valsat järn och andra metaller, nickel, asbest, kromföreningar, råkoppar, elektriska maskiner, radiatorer och andra maskinindustriprodukter.